# Pallavolo Scandicci Savino Del Bene 2015-2016
Questa voce raccoglie le informazioni riguardanti la Pallavolo Scandicci Savino Del Bene nelle competizioni ufficiali della stagione 2015-2016.

## Stagione

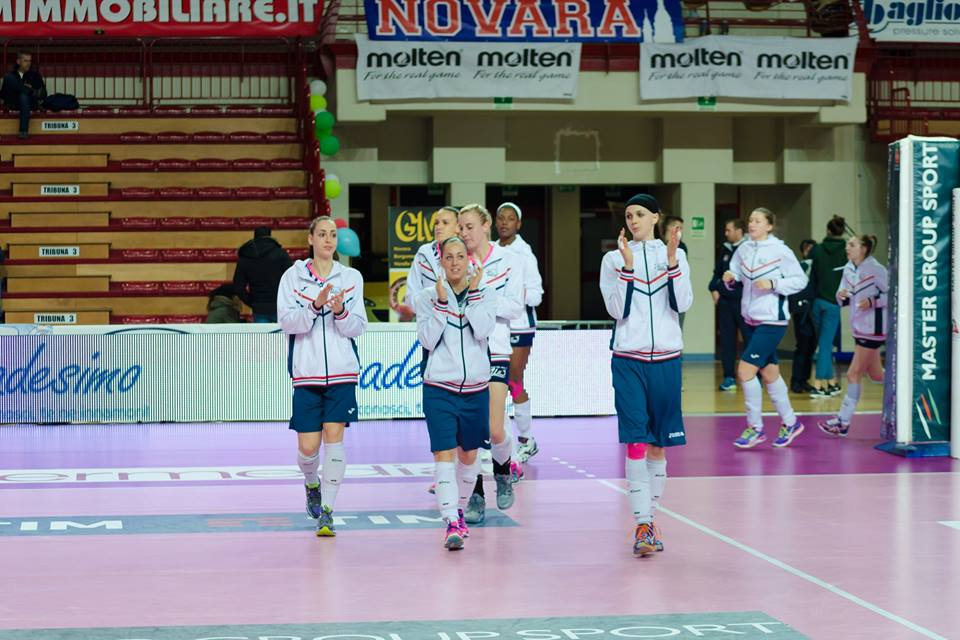
La Pallavolo Scandicci Savino Del Bene durante il riscaldamento

La stagione 2015-16 è per la Pallavolo Scandicci Savino Del Bene, sponsorizzata dalla Savino Del Bene, la seconda consecutiva in Serie A1; come allenatore viene confermato Massimo Bellano, anche se poi sostituito ad annata in corso da Mauro Chiappafreddo, mentre la rosa è quasi totalmente modificata con le sole conferme di Federica Stufi e Chiara Scacchetti: tra i nuovi acquisti quelli di Valentina Fiorin, Sara Loda, Enrica Merlo, Emilija Nikolova, Giulia Rondon, Judith Pietersen e Bahar Toksoy, poi ceduta a campionato in corso, mentre tra le partenze quelle di Ilaria Garzaro, Tina Lipicer, Daiana Mureșan, Senna Ušić, Tereza Vanžurová, Jole Ruzzini e Pavla Vincourová.
Il campionato si apre con la vittoria sulla Futura Volley Busto Arsizio, seguita dalla sconfitta contro il Volley Bergamo: dopo aver perso anche contro il River Volley, la squadra toscana inanella tre vittorie consecutive prima di essere sconfitta al tie-break prima dal Promoball Volleyball Flero e poi dall'AGIL Volley; nella parte conclusiva del girone di andata una serie di risultati altalenanti fanno posizionare il club al settimo posto in classifica, qualificandosi per la Coppa Italia. Il girone di ritorno, dopo un avvio uguale a quello di andata, è caratterizzato da una serie di cinque successi di fila: le ultime quattro giornate vedono la formazione di Scandicci ottenere due sconfitte e poi due vittorie, chiudendo al sesto posto in classifica. L'avvenuta nei play-off scudetto si ferma già ai quarti di finale: dopo aver vinto gara 1 contro il River Volley, la Pallavolo Scandicci Savino Del Bene cede prima gara 2 per 3-2 e poi gara 3 per 3-1 alle emiliane.
Il settimo posto al termine del girone di andata della Serie A1 2015-16 consente alla Pallavolo Scandicci Savino Del Bene di partecipare per la prima volta alla Coppa Italia: la formazione toscana viene eliminata nel primo turno, ossia i quarti di finale, a seguito del 3-1 inflitto dal Volleyball Casalmaggiore.

## Organigramma societario
Area direttiva
- Presidente: Sergio Bazzurro
- Consigliere: Mario Schiavo, Paolo Batisti

Area organizzativa
- Direttore sportivo: Massimo Toccafondi
- Team manager: Francesco Paoletti
- Segreteria generale: Giulia Quaranta

Area tecnica
- Allenatore: Massimo Bellano (fino al 23 febbraio 2016), Mauro Chiappafreddo (dal 23 febbraio 2016)
- Allenatore in seconda: Matteo Azzini
- Assistente allenatore: Luigi Ciampa
- Scout man: Fabio Biffi, Alessandro Fontanini

Area comunicazione
- Ufficio stampa: Lorenzo Mossani
- Responsabile comunicazioni: Giulia Quaranta

Area marketing
- Ufficio marketing: Debora Ciampi

Area sanitaria
- Medico: Jacopo Giuliattini, Enrico Sergi
- Preparatore atletico: Mauro Chiappafreddo
- Fisioterapista: Alessandro Rocchini

## Rosa
| N° | Nome              | Ruolo | Data di nascita  | Nazionalità sportiva |
| -- | ----------------- | ----- | ---------------- | -------------------- |
| 1  | Cándida Arias     | C     | 11 marzo 1992    | Rep. Dominicana      |
| 2  | Federica Stufi    | C     | 23 marzo 1988    | Italia               |
| 3  | Sara Alberti      | C     | 3 gennaio 1993   | Italia               |
| 4  | Sara Loda         | S     | 22 agosto 1990   | Italia               |
| 5  | Silvia Lotti      | S     | 17 giugno 1992   | Italia               |
| 6  | Valentina Fiorin  | S     | 9 gennaio 1984   | Italia               |
| 7  | Judith Pietersen  | S/O   | 3 luglio 1989    | Paesi Bassi          |
| 8  | Enrica Merlo      | L     | 28 dicembre 1988 | Italia               |
| 11 | Bahar Toksoy      | C     | 6 febbraio 1988  | Turchia              |
| 12 | Chiara Scacchetti | P     | 10 dicembre 1995 | Italia               |
| 13 | Alice Giampietri  | L     | 22 febbraio 1995 | Italia               |
| 14 | Emilija Nikolova  | S/O   | 26 dicembre 1991 | Bulgaria             |
| 15 | Matea Ikić        | S     | 25 maggio 1989   | Croazia              |
| 17 | Giulia Rondon     | P     | 16 ottobre 1987  | Italia               |

## Mercato
| Acquisti | Acquisti         | Acquisti        | Acquisti   |
| R.       | Nome             | da              | Modalità   |
| -------- | ---------------- | --------------- | ---------- |
| C        | Sara Alberti     | Flero           | definitivo |
| C        | Cándida Arias    | ?               | definitivo |
| S        | Valentina Fiorin | Imoco           | definitivo |
| S        | Matea Ikić       | Neruda          | definitivo |
| L        | Alice Giampietri | Libertas Aversa | definitivo |
| S        | Sara Loda        | Bergamo         | definitivo |
| S        | Silvia Lotti     | Beng Rovigo     | definitivo |
| L        | Enrica Merlo     | Bergamo         | definitivo |
| S/O      | Emilija Nikolova | Imoco           | definitivo |
| S/O      | Judith Pietersen | İdman Ocağı     | definitivo |
| P        | Giulia Rondon    | LJ              | definitivo |
| C        | Bahar Toksoy     | VakıfBank       | definitivo |

| Cessioni | Cessioni         | Cessioni        | Cessioni      |
| R.       | Nome             | a               | Modalità      |
| -------- | ---------------- | --------------- | ------------- |
| C        | Ilaria Garzaro   | Neruda          | definitivo    |
| S        | Tina Lipicer     | ?               | definitivo    |
| S        | Silvia Lotti     | VolAlto Caserta | definitivo    |
| L        | Silvia Lussana   | Pro Victoria    | definitivo    |
| C        | Sara Menghi      | Saint-Raphaël   | definitivo    |
| S/O      | Daiana Mureșan   | Budowlani Łódź  | definitivo    |
| S/O      | Elena Perinelli  | LJ              | fine prestito |
| L        | Jole Ruzzini     | CSM Bucarest    | definitivo    |
| C        | Bahar Toksoy     | Eczacıbaşı      | definitivo    |
| S        | Senna Ušić       | Shanghai        | definitivo    |
| S/O      | Tereza Vanžurová | San Casciano    | definitivo    |
| P        | Pavla Vincourová | Budowlani Łódź  | definitivo    |

## Risultati

### Serie A1

#### Girone di andata
| 1ª giornata - 18 ottobre 2015 Palazzetto dello Sport, Scandicci   | Savino Del Bene | 3 - 1 | Busto Arsizio          | 25-17, 21-25, 30-28, 25-15        |
| 3ª giornata - 1º novembre 2015 Palazzetto dello Sport, Scandicci  | Savino Del Bene | 1 - 3 | Bergamo                | 26-28, 19-25, 25-16, 19-25        |
| 4ª giornata - 5 novembre 2015 PalaBanca, Piacenza                 | River           | 3 - 1 | Savino Del Bene        | 25-22, 25-17, 18-25, 27-25        |
| 5ª giornata - 8 novembre 2015 Palazzetto dello Sport, Scandicci   | Savino Del Bene | 3 - 1 | Neruda                 | 25-15, 23-25, 25-21, 25-23        |
| 6ª giornata - 15 novembre 2015 PalaYamamay, Busto Arsizio         | Club Italia     | 0 - 3 | Savino Del Bene        | 12-25, 12-25, 17-25               |
| 7ª giornata - 22 novembre 2015 Palazzetto dello Sport, Scandicci  | Savino Del Bene | 3 - 0 | San Casciano           | 25-9, 25-20, 25-17                |
| 8ª giornata - 29 novembre 2015 PalaGeorge, Montichiari            | Flero           | 3 - 2 | Savino Del Bene        | 25-19, 25-27, 25-18, 17-25, 15-11 |
| 9ª giornata - 2 dicembre 2015 Palazzetto dello Sport, Scandicci   | Savino Del Bene | 2 - 3 | AGIL                   | 12-25, 25-17, 25-23, 19-25, 13-15 |
| 10ª giornata - 6 dicembre 2015 Palazzetto dello Sport, Scandicci  | Savino Del Bene | 3 - 2 | Casalmaggiore          | 25-27, 23-25, 25-14, 27-25, 15-7  |
| 11ª giornata - 13 dicembre 2015 PalaVerde, Villorba               | Imoco           | 3 - 0 | Savino Del Bene        | 25-23, 25-22, 25-15               |
| 12ª giornata - 19 dicembre 2015 Palazzetto dello Sport, Scandicci | Savino Del Bene | 3 - 1 | Obiettivo Risarcimento | 25-15, 25-16, 16-25, 26-24        |
| 13ª giornata - 22 dicembre 2015 PalaPanini, Modena                | LJ              | 3 - 1 | Savino Del Bene        | 23-25, 25-16, 25-21, 25-14        |

#### Girone di ritorno
| 14ª giornata - 17 gennaio 2016 PalaYamamay, Busto Arsizio         | Busto Arsizio          | 1 - 3 | Savino Del Bene | 13-25, 26-24, 20-25, 17-25        |
| 16ª giornata - 31 gennaio 2016 PalaNorda, Bergamo                 | Bergamo                | 3 - 1 | Savino Del Bene | 25-23, 25-16, 24-26, 25-22        |
| 17ª giornata - 3 febbraio 2016 Palazzetto dello Sport, Scandicci  | Savino Del Bene        | 1 - 3 | River           | 25-23, 15-25, 15-25, 16-25        |
| 18ª giornata - 7 febbraio 2016 PalaResia, Bolzano                 | Neruda                 | 1 - 3 | Savino Del Bene | 24-26, 27-25, 16-25, 10-25        |
| 19ª giornata - 14 febbraio 2016 Palazzetto dello Sport, Scandicci | Savino Del Bene        | 3 - 0 | Club Italia     | 25-23, 25-16, 25-21               |
| 20ª giornata - 21 febbraio 2016 Nelson Mandela Forum, Firenze     | San Casciano           | 2 - 3 | Savino Del Bene | 11-25, 19-25, 25-20, 25-21, 13-15 |
| 21ª giornata - 28 febbraio 2016 Palazzetto dello Sport, Scandicci | Savino Del Bene        | 3 - 0 | Flero           | 25-15, 25-23, 25-21               |
| 22ª giornata - 2 marzo 2016 PalaTerdoppio, Novara                 | AGIL                   | 1 - 3 | Savino Del Bene | 25-23, 28-30, 21-25, 16-25        |
| 23ª giornata - 5 marzo 2016 PalaRadi, Casalmaggiore               | Casalmaggiore          | 3 - 1 | Savino Del Bene | 25-22, 26-24, 25-27, 25-17        |
| 24ª giornata - 12 aprile 2016 Palazzetto dello Sport, Scandicci   | Savino Del Bene        | 1 - 3 | Imoco           | 19-25, 25-18, 19-25, 19-25        |
| 25ª giornata - 26 marzo 2016 Palasport Città di Vicenza, Vicenza  | Obiettivo Risarcimento | 0 - 3 | Savino Del Bene | 15-25, 16-25, 20-25               |
| 26ª giornata - 2 aprile 2016 Palazzetto dello Sport, Scandicci    | Savino Del Bene        | 3 - 0 | LJ              | 25-17, 25-21, 25-21               |

#### Play-off scudetto
| Quarti di finale (gara 1) - 13 aprile 2016 Palazzetto dello Sport, Scandicci | Savino Del Bene | 3 - 1 | River           | 25-18, 25-22, 20-25, 25-14        |
| Quarti di finale (gara 2) - 15 aprile 2016 PalaNorda, Piacenza               | River           | 3 - 2 | Savino Del Bene | 25-27, 25-18, 27-25, 18-25, 15-12 |
| Quarti di finale (gara 3) - 17 aprile 2016 PalaNorda, Piacenza               | River           | 3 - 1 | Savino Del Bene | 22-25, 25-19, 25-19, 25-22        |

### Coppa Italia

#### Fase a eliminazione diretta
| Quarti di finale - 17 febbraio 2016 PalaRadi, Cremona | Casalmaggiore | 3 - 1 | Savino Del Bene | 25-18, 18-25, 25-22, 25-19 |

## Statistiche

### Statistiche di squadra
| Competizione | Punti | In casa | In casa | In casa | In trasferta | In trasferta | In trasferta | Totale | Totale | Totale |
| Competizione | Punti | G       | V       | P       | G            | V            | P            | G      | V      | P      |
| ------------ | ----- | ------- | ------- | ------- | ------------ | ------------ | ------------ | ------ | ------ | ------ |
| Serie A1     | 42    | 13      | 9       | 4       | 14           | 6            | 8            | 27     | 15     | 12     |
| Coppa Italia | -     | -       | -       | -       | 1            | 0            | 1            | 1      | 0      | 1      |
| Totale       | -     | 13      | 9       | 4       | 15           | 6            | 9            | 28     | 15     | 13     |

G = partite giocate; V = partite vinte; P = partite perse

### Statistiche dei giocatori
| Giocatore     | Serie A1 | Serie A1 | Serie A1 | Serie A1 | Serie A1 | Coppa Italia | Coppa Italia | Coppa Italia | Coppa Italia | Coppa Italia | Totale | Totale | Totale | Totale | Totale |
| Giocatore     | P        | PT       | AV       | MV       | BV       | P            | PT           | AV           | MV           | BV           | P      | PT     | AV     | MV     | BV     |
| ------------- | -------- | -------- | -------- | -------- | -------- | ------------ | ------------ | ------------ | ------------ | ------------ | ------ | ------ | ------ | ------ | ------ |
| A. Alberti    | 19       | 138      | 82       | 51       | 5        | 1            | 3            | 2            | 1            | 0            | 20     | 141    | 84     | 52     | 5      |
| C. Arias      | 4        | 4        | 3        | 1        | 0        | 1            | 2            | 1            | 1            | 0            | 5      | 6      | 4      | 2      | 0      |
| V. Fiorin     | 26       | 133      | 112      | 19       | 2        | 1            | 7            | 5            | 1            | 1            | 27     | 140    | 117    | 20     | 3      |
| A. Giampietri | 1        | -        | -        | -        | -        | 0            | -            | -            | -            | -            | 1      | -      | -      | -      | -      |
| M. Ikić       | 12       | 20       | 16       | 3        | 3        | 1            | 0            | 0            | 0            | 0            | 13     | 20     | 16     | 3      | 3      |
| S. Loda       | 27       | 324      | 275      | 16       | 33       | 1            | 12           | 11           | 1            | 0            | 28     | 336    | 286    | 17     | 33     |
| S. Lotti      | 8        | 8        | 5        | 3        | 0        | -            | -            | -            | -            | -            | 8      | 8      | 5      | 3      | 0      |
| E. Merlo      | 27       | -        | -        | -        | -        | 1            | -            | -            | -            | -            | 28     | -      | -      | -      | -      |
| E. Nikolova   | 27       | 450      | 404      | 26       | 20       | 1            | 26           | 21           | 5            | 0            | 28     | 476    | 425    | 31     | 20     |
| J. Pietersen  | 27       | 257      | 231      | 18       | 8        | 1            | 5            | 4            | 1            | 0            | 28     | 262    | 235    | 19     | 8      |
| G. Rondon     | 27       | 97       | 63       | 29       | 5        | 1            | 5            | 4            | 1            | 0            | 28     | 102    | 67     | 30     | 5      |
| C. Scacchetti | 14       | 1        | 1        | 0        | 0        | 0            | 0            | 0            | 0            | 0            | 14     | 1      | 1      | 0      | 0      |
| F. Stufi      | 27       | 237      | 163      | 67       | 7        | 1            | 8            | 5            | 3            | 0            | 28     | 245    | 168    | 70     | 7      |
| B. Toksoy     | 13       | 115      | 78       | 26       | 11       | -            | -            | -            | -            | -            | 13     | 115    | 78     | 26     | 11     |

P = presenze; PT = punti totali; AV = attacchi vincenti; MV = muri vincenti; BV = battute vincenti